# L'Aube rouge (film, 2012)
Cet article concerne le film de Dan Bradley. Pour le film de John Milius, voir L'Aube rouge.
Pour les articles homonymes, voir L'Aube rouge.
Pour plus de détails, voir Fiche technique et Distribution.
L'Aube rouge (Red Dawn) est un film de guerre uchronique américain de Dan Bradley sorti en 2012. Il s'agit d'un remake du film du même nom de John Milius, sorti en 1984.
Alors que le film original voyait l'invasion des États-Unis par les Soviétiques et leurs alliés sud-américains, cette version met en scène une guerre entre les États-Unis et la Chine. Cependant, afin de pouvoir distribuer le film en Chine, celle-ci a été remplacée par la Corée du Nord en post-production.
Le film suit Jeb Eckert, un marine américain, revient chez lui dans la ville de Spokane après six années d'absence et retrouve son frère Matt, ainsi que son père, le sergent de police Tom Eckert. Le lendemain des retrouvailles, une coupure de courant affecte la ville, qui est envahie par des parachutistes de l’armée populaire de Corée. Face à cette invasion, Jeb et Matt fuient avec quelques amis dans les forêts environnantes. Quand les Nord-coréens exécutent Tom Eckert pour avoir refusé de coopérer, le groupe d'amis décide de fonder la cellule de résistance des Wolverines et de mener une sanglante guérilla contre l'armée populaire de Corée.

## Synopsis

Le drapeau des États-Unis occupés du film

La crise financière mondiale de 2007-2008 a eu des conséquences sur les pays membres de l'Union européenne, provoquant l'affaiblissement de l'OTAN. Parallèlement, des relations de collaboration existent entre une Corée du Nord progressivement militante, désormais dirigée par le jeune Kim Jong Un, et une Russie dominée par les ultranationalistes. Le déploiement accru de troupes américaines à l'étranger rend le continent vulnérable et les infrastructures américaines sont de plus en plus vulnérables à la menace d'une cyberattaque.
Le Marine américain Jed Eckert rentre chez lui en en permission à Spokane, dans l'état de Washington. Il retrouve son père, le sergent de police de Spokane Tom Eckert, et son jeune frère, le joueur de football Matt Eckert, ainsi que son amie d'enfance Toni Walsh et sa cousine Erica Martin, la petite amie de Matt. L'équipe de football de Matt, les Wolverines, subit une défaite contre une autre équipe. Après le match, ils se rendent dans un bar mais une panne de courant inattendue les pousse à rentrer chez eux.
Le lendemain matin, Jed et Matt sont choqués de voir des essaims de parachutistes et d'avions de transport de troupes Nord-Coréens envahir le ciel américain. Leur père leur dit de fuir vers leur cabane dans les bois pendant qu'il aide les habitants de la ville. Ils y sont rejoints par les amis de Matt, Robert Kitner, Daryl Jenkins, Danny Jackson, les frères et sœurs Julie et Greg Goodyear, un inconnu nommé Pete, et plus tard par Toni ; Erica est capturée par les Nord-Coréens. Les tensions montent alors que les adolescents tentent de décider quoi faire, ou se rendre aux envahisseurs ou s'organiser et tenter de résister, Pete finissant par trahir leur position. Des soldats nord-coréens, sous le commandement du capitaine Cho, amènent le sergent Eckert et le maire, le père de Daryl,pour convaincre le groupe de se rendre ; tandis que le maire persuade les garçons d'abandonner, Cho exécute le sergent Eckert après le refus de celui-ci de coopérer et son encouragement actif à résister.
Plus tard, Jed annonce qu'il a l'intention de se battre et les autres acceptent de le rejoindre, se faisant appeler les Wolverines d'après la mascotte de leur lycée. Après avoir acquis des armes, établi une base dans une mine abandonnée et été entraînés par Jed, les Wolverines entament une série d'attaques de guérilla contre des soldats et des collaborateurs, dont Pete, qui est tué dans l'explosion d'une bombe.
Alors que Matt parvient à libérer Erica de son emprisonnement, il met en péril la mission entraînant la mort de Greg, déclenchant des tensions entre lui et Jed. Les Nord-Coréens ripostent en bombardant les bois environnants pour détruire la base des Wolverines, tuant Danny et Julie, les survivants restants fuyant plus profondément dans les bois.
Les Wolverines rencontrent finalement le sergent-major de marine Andrew Tanner et deux autres Marines, le caporal Smith et le sergent Hodges. Ils révèlent que l'invasion nord-coréenne soutenue par la Russie a utilisé une arme EMP qui a paralysé le réseau électrique et l'armée américaine, suivie d'atterrissages le long des côtes est et ouest (le Camp Pendleton est supposé détruit lors de l'invasion, comme la plupart des autres postes de l'armée le reste de la côte sud de la Californie), les contre-attaques américaines finissant par arrêter leurs avancées, laissant une zone s'étendant du Michigan au Montana et de l'Alabama à l'Arizona sous le nom d'«Amérique libre», utilisant les montagnes Rocheuses à l'ouest et les Appalaches à l'est comme tampons géographiques, alors que des poches de guérillas patriotiques dans les Cascades et les montagnes de la Sierra Nevada et en Floride continuent de se battre. Ils révèlent également que la valise du capitaine Cho contient un radiotéléphone résistant aux EMP, qui, s'il était capturé, permettrait au commandement américain d'écouter les communications ennemies et d'obtenir un avantage tactique dans une contre-offensive. Les Wolverines aident Tanner, Smith et Hodges à infiltrer le poste de police local, celui-ci étant devenu le centre des opérations des Nord-Coréens. Ils réussissent à voler la valise avec Jed vengeant la mort de son père en tuant Cho, bien que Hodges soit tué dans la fusillade.
Après avoir réussi à s'échapper avec la valise, les Wolverines et les Marines se regroupent dans une maison sécurisée. Cependant, ils sont pris en embuscade par le Spetsnaz russe et Jed est tué dans la fusillade. Matt et le reste du groupe s'échappent avec la valise. Robert se rend compte que, lors de l'évasion du poste de police, Daryl a été tagué avec un dispositif de repérage sous-cutané que les Russes ont utilisé pour les retrouver. Après réflexion, Daryl accepte le fait qu'il ne peut pas continuer avec eux et décide de rester derrière pendant que les autres continuent vers le point d'extraction des Marines.
Tanner et Smith partent dans un UH-1 avec la valise. Les Wolverines restants décident de rester derrière et de continuer à se battre, recrutant plus de membres et attaquant les camps de prisonniers, Matt menant maintenant l'effort pour continuer à s'opposer à l'occupation. Le drapeau de l'Amérique libre est porté par des patriotes lors d'un raid audacieux sur un camp de concentration nord-coréen.

## Fiche technique
Sauf indication contraire, les informations mentionnées dans cette section peuvent être confirmées par la base de données cinématographiques IMDb,  présente dans la section « Liens externes ».
- Titre original : Red Dawn
- Titre français et québécois : L'Aube rouge
- Réalisation : Dan Bradley (en)
- Scénario : Jeremy Passmore, Carl Ellsworth, Tony Gilroy, d'après un scénario original de John Milius et Kevin Reynolds
- Photographie : Mitchell Amundsen
- Montage : Hughes Winborne
- Musique : Ramin Djawadi
- Production : Vincent Newman (en)
- Sociétés de production : Contrafilm, FilmNation Entertainment, avec la participation de Metro-Goldwyn-Mayer, United Artists et Vincent Newman Entertainment
- Distribution : FilmDistrict (États-Unis), Alliance (Canada), Metropolitan Filmexport (France)
- Pays d'origine : États-Unis
- Langue originale : anglais
- Format : couleurs - Panavision - 35 mm - 2,35:1 - Dolby Digital
- Genre : Action, drame et guerre
- Dates de sortie : 
  -  États-Unis : 27 septembre 2012 (avant-première au Fantastic Fest)
  -  États-Unis /  Canada : 21 novembre 2012
  -  France : 28 août 2013

## Distribution

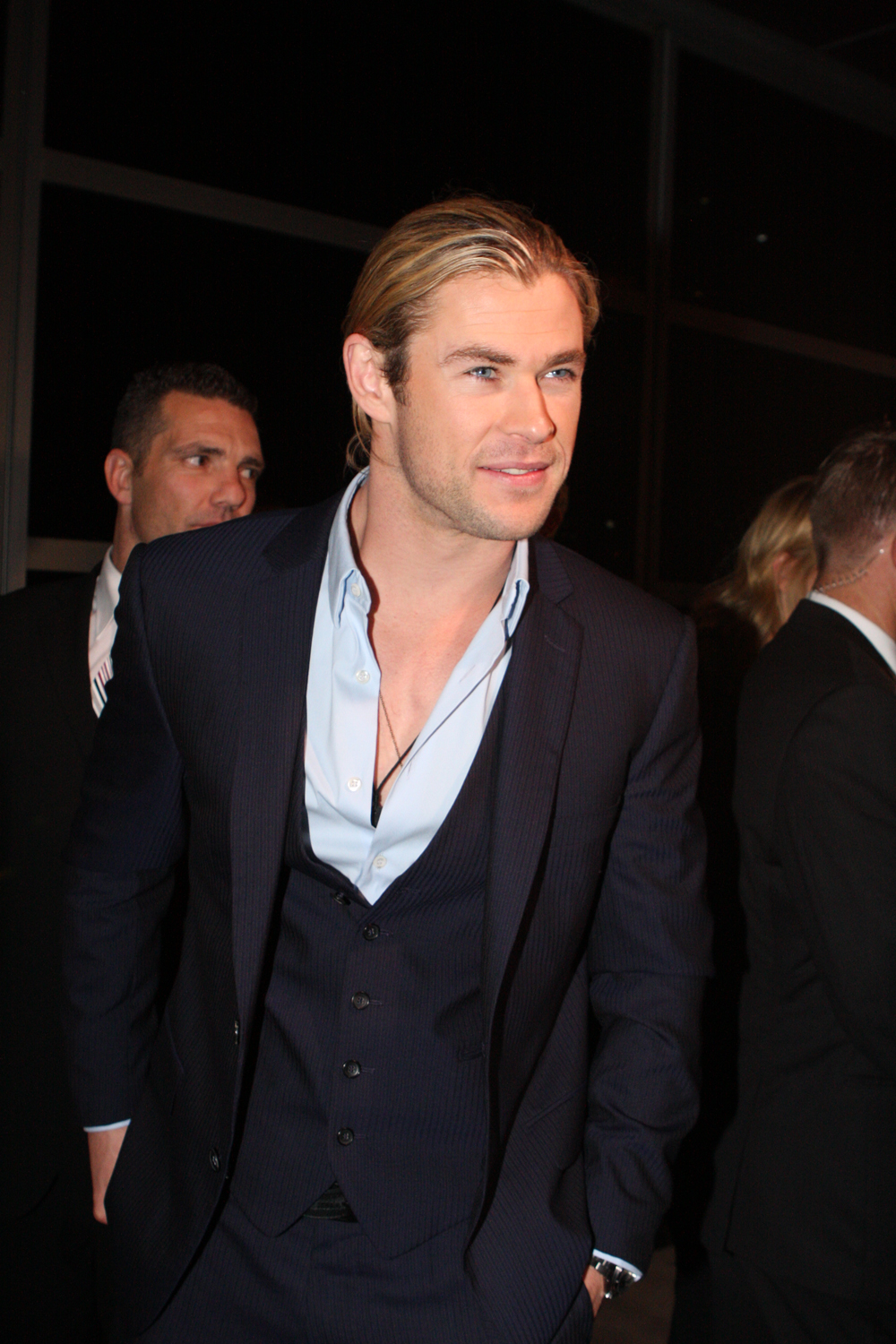
L'acteur principal Chris Hemsworth, l'année de sortie du film.

- Chris Hemsworth (V. F. : Adrien Antoine ; V. Q. : Frédérik Zacharek) : Jed Eckert
- Josh Peck (V. F. : Alexis Tomassian ; V. Q. : Nicholas Savard L'Herbier) : Matt Eckert
- Josh Hutcherson (V. F. : Julien Bouanich ; V. Q. : Xavier Dolan) : Robert Kinter
- Jeffrey Dean Morgan (V. F. : Lionel Tua ; V. Q. : Benoît Rousseau) : sergent-major Andrew Tanner
- Adrianne Palicki (V. F. : Dorothée Pousséo ; V. Q. : Ariane-Li Simard-Côté) : Toni Walsh
- Isabel Lucas (V. F. : Olivia Luccioni ; V. Q. : Kim Jalabert) : Erica Martin
- Connor Cruise (V. F. : Brice Ournac ; V. Q. : Léo Caron) : Daryl Jenkins
- Edwin Hodge (V. F. : Sidney Kotto) : Danny Morris
- Alyssa Diaz : Julie
- Brett Cullen (V. F. : Bernard Lanneau) : sergent Tom Eckert
- Michael Beach (V. F. : Frantz Confiac) : maire Jenkins
- Matt Gerald (V. F. : Jean-Marc Charrier) : sergent Hodges
- Will Yun Lee (V. F. : Jean-Pierre Michaël) : capitaine Cho
- Ken Choi : caporal Smith
- Mark Schlereth : entraineur des Wolverines (caméo)

Source et légende : Version française (V. F.) sur AlloDoublage et RS Doublage ; Version québécoise (V. Q.) sur Doublage.qc.ca

## Production

### Tournage
Le tournage a lieu en 2009 dans le Michigan, notamment à Détroit, ainsi qu'à Spokane dans l'État de Washington.

## Accueil
Le film est nommé aux Razzie Awards (prix ironique).